# Slavetić
Slavetić je naseljeno mjesto u Republici Hrvatskoj u Zagrebačkoj županiji.

## Zemljopis
Administrativno je u sastavu Jastrebarskog. Naselje se proteže na površini od 5,17 km². Nalazi se uz Planinarski put Žumberkom (kontrolna točka KT-1).

## Stanovništvo
Prema popisu stanovništva iz 2001. godine Slavetić ima 116 stanovnika koji žive u 50 kućanstava. Gustoća naseljenosti iznosi 22,44 st./km².
| broj stanovnika | 300   | 314   | 362   | 413   | 384   | 388   | 332   | 365   | 409   | 424   | 380   | 340   | 222   | 163   | 116   | 84    | 57    |
|                 | 1857. | 1869. | 1880. | 1890. | 1900. | 1910. | 1921. | 1931. | 1948. | 1953. | 1961. | 1971. | 1981. | 1991. | 2001. | 2011. | 2021. |

## Znamenitosti
- Dvorac Oršić-Slavetić[5]
- Crkva sv. Antuna, zaštićeno kulturno dobro
- Kulturnopovijesna ruralna cjelina Slavetić, zaštićeno kulturno dobro